# Triteleia grandiflora
Triteleia grandiflora är en sparrisväxtart som beskrevs av John Lindley. Triteleia grandiflora ingår i släktet Triteleia och familjen sparrisväxter. Inga underarter finns listade i Catalogue of Life.

## Bildgalleri

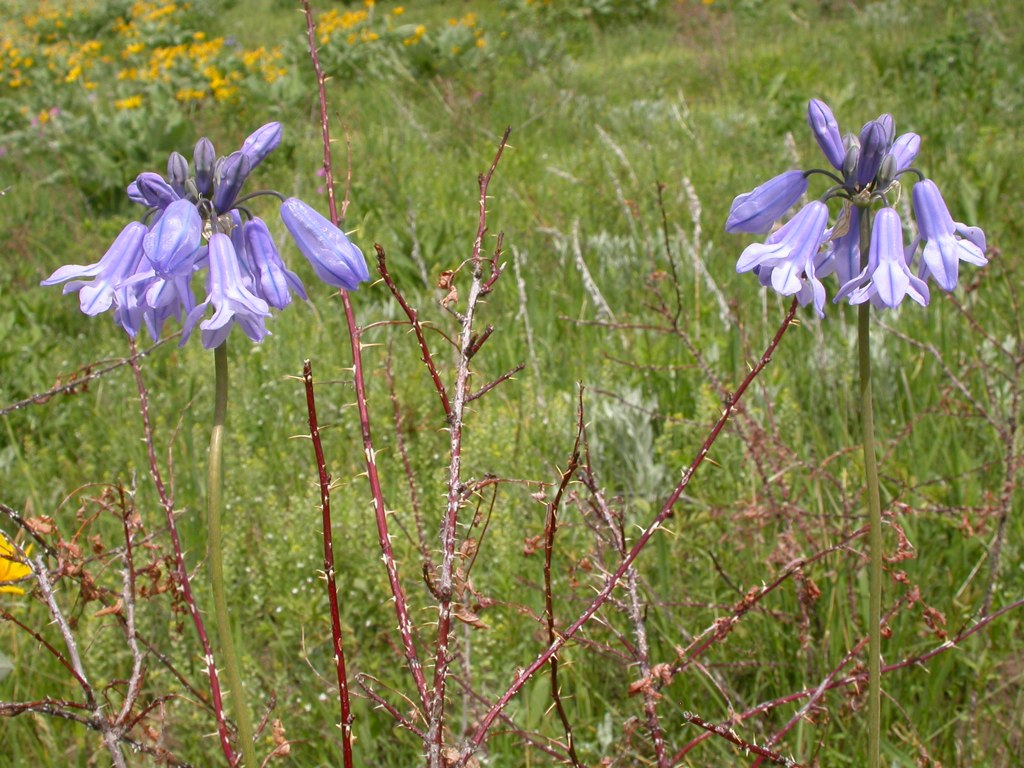
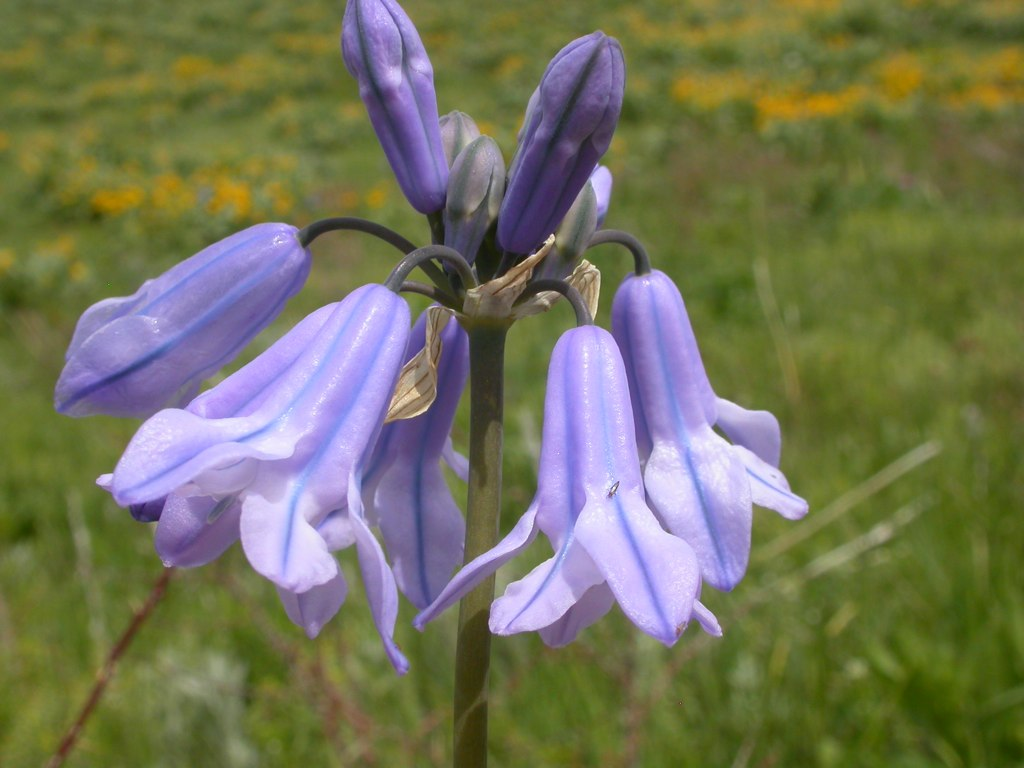
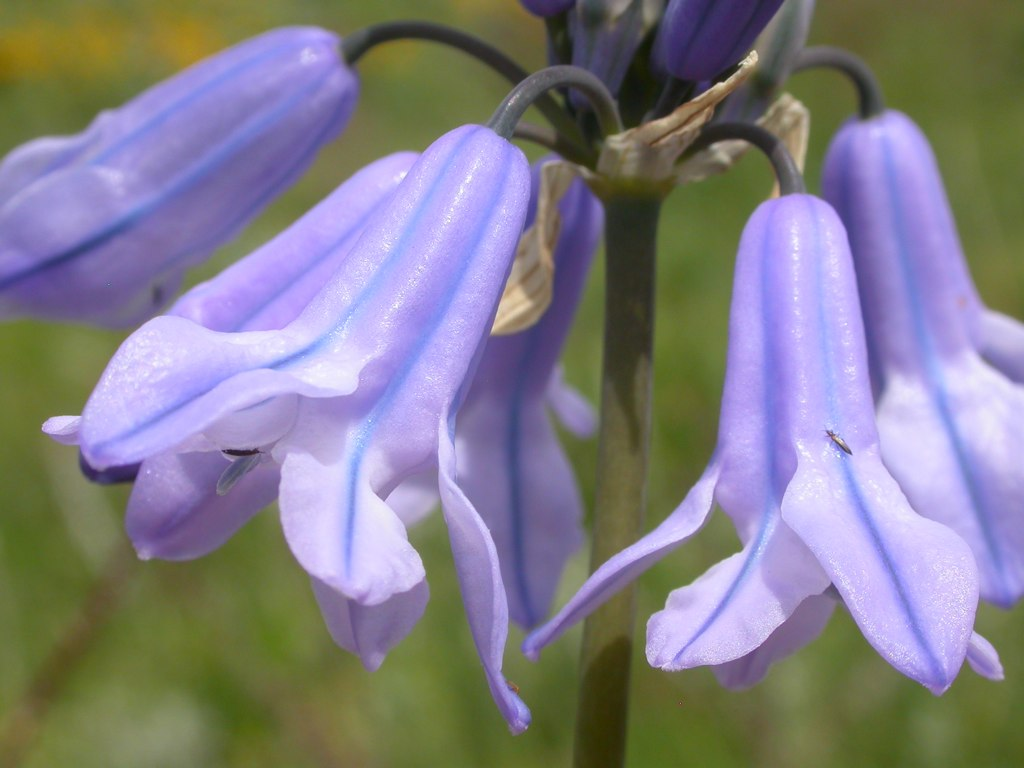
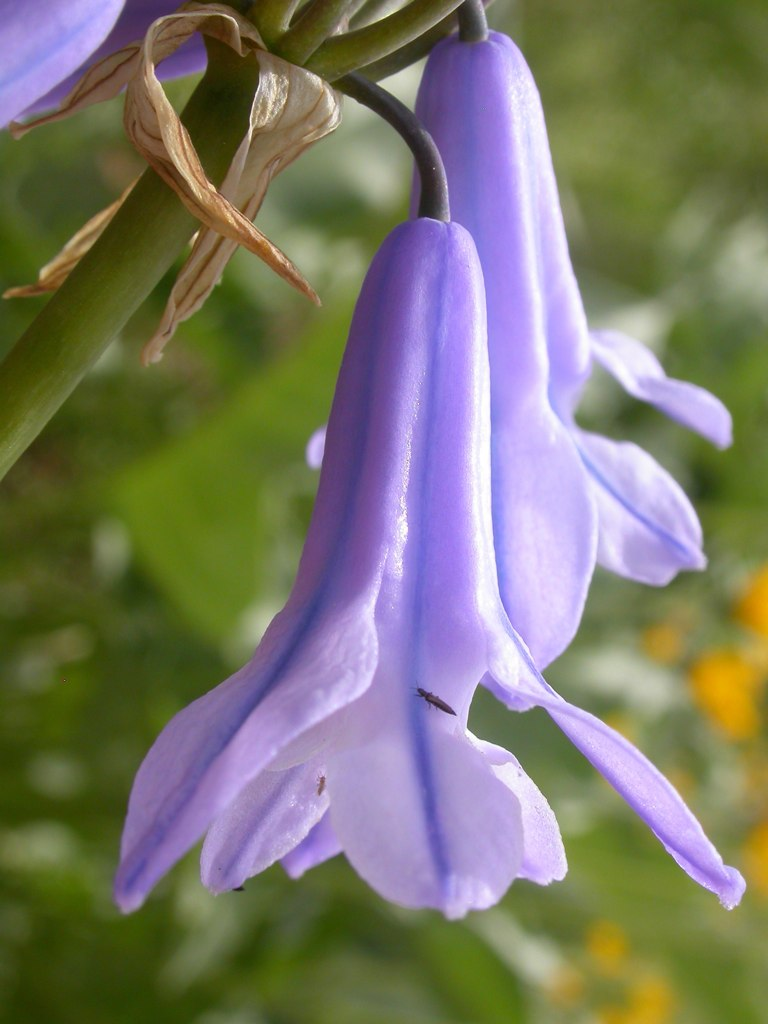